# Rugby a 15 nel 1951
- Primo torneo sudamericano per nazionali di Rugby. Viene organizzato all'interno dei Giochi panamericani. Curiosamente, per organizzare il torneo di rugby, la federazione argentina modificò il proprio nome, su richiesta del Comitato Olimpico argentino, da "Rio de la Plata Rugby Union" in "Argentina Rugby Union"

## Attività internazionale

### Altri test
| Stoccolma 6 ottobre 1951 | Svezia | 30 – 3 | Danimarca |  |

| Bucarest 21 ottobre 1951 | Romania | 64 – 26 | Germania Est |  |

| Liegi 16 dicembre 1951 | Belgio | 3 – 11 | Ile de France |  |

| Lilla 1951 | Fiandre | 8 – 6 | Belgio |  |

| Brno 1951 | Germania Est | 3 – 0 | Polonia |  |

## La Nazionale Italiana
Due soli match per gli azzurri di cui uno ufficioso
| Arbitro: | Crazier |

|  |           |                                                  |
|  | Marcatori | 4' m. Rossini tr. Battaglini 50' drop Battaglini |

| Arbitro: | Priest |

|                                                                       |           |  |
| 16 cp Battaglini -- 39' m. Battaglini 40' m. Cherubini -- 77' m. Rosi | Marcatori |  |

## I Barbarians
Nel 1951 la squadra ad inviti dei Barbarians ha disputato i seguenti incontri:
| Bedford 1º marzo 1951 | East Midlands | 5 – 9 | Barbarians |  |

| Penarth 23 marzo 1951 | Penarth RFC | 0 – 16 | Barbarians |  |

| Cardiff 24 marzo 1951 | Cardiff RFC | 13 – 3 | Barbarians | Arms Park |

| Swansea 26 marzo 1951 | Swansea RFC | 9 – 17 | Barbarians | (Saint Helen's) |

| Newport 27 marzo 1951 | Newport RFC | 13 – 6 | Barbarians | (Rodney Parade) |

| Leicester 27 dicembre 1951 | Leicester Tigers | 13 – 8 | Barbarians | (Welford Road) |

## Campionati nazionali
| Sudafrica            | Currie Cup              | Tnon assegnata    |
| Nuovo Galles del Sud | Shute Shield            | Sydney University |
| Argentina            | Camp. di Buenos Aires   | C.U.B.A.          |
|                      | Camp. Argentino         | Provincia         |
| Francia              | Campionato 1950-51      | Carmaux           |
|                      | Coppa                   | Lourdes           |
| Inghilterra          | Campionato delle Contee | Eastern Midlands  |
| Italia               | Campionato              | Rovigo            |
| Romania              | Campionato              | Dinamo Bucarest   |
| Spagna               | Copa del Rey            | Barcellona        |